# Теория на категориите
Теория на категориите е дял от математиката, който изучава в максимална общност математическите структури и връзките между тях. Въвеждат се понятията обект и морфизъм, които представляват обобщения съответно на множество и функция.
Категории се срещат в почти всички клонове на математиката, както и в някои области на компютърните науки и математическата физика. Категориите са въведени за първи път от Самюъл Айленберг и Сондърс Маклейн през 1942 – 1945, във връзка със алгебричната топология.
Пределната общност на подхода го прави подходящ за обобщения, които извеждат към проблематиката в основите на математиката, а също и нейните философски аспекти.
1. ↑   Люцканов Р., „Лицата на Протей. Увод в концептуалната математика“, София: Изток-Запад, 2013
2. ↑  {en} Marquis J-P., Category theory в Стенфордска Енциклопедия по Философия